# ماتسودایرا هیروتادا

نقشه ولایت‌های ژاپن (۱۸۶۸) ولایت میکاوا با رنگ تیره نشان داده شده است. این ولایت امروزه قسمتی از استان آیچی است.

ماتسودایرا هیروتادا (انگلیسی: Matsudaira Hirotada؛ ۹ ژوئن ۱۵۲۶ – ۳ آوریل ۱۵۴۹) یک سامورایی اهل ژاپن بود. او مالک و ارباب قلعه اوکازاکی در ولایت میکاوای ژاپن در دوره سن‌گوکو در قرن شانزدهم بود.
شهرت او بیشتر مدیون پسرش توکوگاوا ایه‌یاسو است که بنیان‌گذار شوگون‌سالاری توکوگاوا و اولین شوگون این شوگون‌سالاری بود.